# Heliocidaris crassispina
Heliocidaris crassispina is een zee-egel uit de familie Echinometridae.
De wetenschappelijke naam van de soort werd in 1864 gepubliceerd door Alexander Agassiz.